# Ararat
|  | Per a altres significats, vegeu «Ararat (desambiguació)». |

L'Ararat ("Ağrı Dağı" en turc, "Արարատ" en armeni, "Agirî" en kurd), és una muntanya de Turquia. Segons el capítol novè del gènesi s'hi va aturar l'arca de Noè després del diluvi universal. Fa 5.137 metres d'altitud.

L'Ararat 3D

Pel tractat de Turkmančay, pactat del 2 al 14 de febrer de 1828, Pèrsia va cedir el vessant nord de la muntanya a Rússia (districtes de Surmlu, Kulp i Tsolakert), conservant el vessant est, mentre els vessants sud i oest romanien territori otomà. El cim del Gran Ararat va quedar en territori rus mentre que el del Petit Ararat era la confluència de fronteres dels imperis Persa, Rus i Otomà, o "frontera dels tres emperadors". Pel tractat de Moscou de 16 de març de 1921 entre Rússia i Turquia, la plana de l'Aras era concedida a Turquia. L'acord entre turcs i iranians de 23 de gener de 1932 (efectiu el 3 de novembre de 1932) concedia a Turquia una petita part del vessant oriental. La part soviètica va quedar dins la República autònoma de Nakhtxivan i, per tant, en territori de l'Azerbaidjan després del 1991.

## Enllaços externs

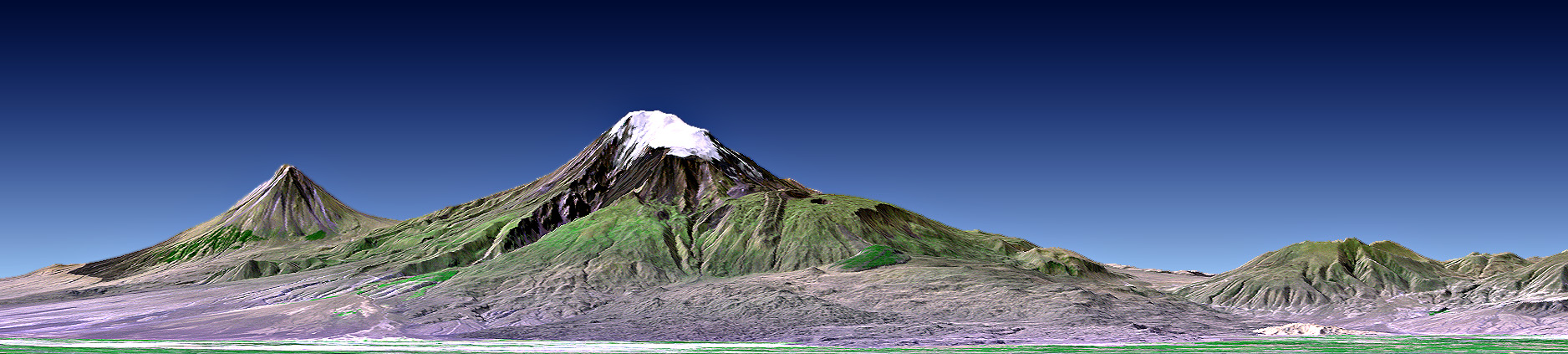
Petit Ararat (esquerra) i Gran Ararat (dreta) (Landsat, NASA).